# Oumare Tounkara
Oumare Tounkara (Parigi, 25 maggio 1990) è un ex calciatore francese con cittadinanza guineana, di ruolo attaccante.

## Carriera
Ha giocato nella seconda divisione francese e nella massima serie rumena.